# 薩多韋 (新烏希齊亞區)
48°44′20″N 27°10′32″E / 48.73889°N 27.17556°E
薩多韋（烏克蘭語：Садове），是烏克蘭西部的村莊，隸屬赫梅利尼茨基州的卡緬涅茨-波多利斯基區。該村始建於1445年，面積1.18平方公里，海拔高度243米，2001年人口226。